# 鈴田牢
鈴田牢（すずたろう）は、江戸時代に大村の鈴田村（現・大村市）に造られた牢獄。この牢獄は、元和3年（1617年）に造られ、同8年（1622年）まで宣教師やキリシタン達を収容するために使われた。

## 概要
元和5年（1619年）のガスパル・ルイスの書翰（日本イエズス会報）には、大村の牢獄に長崎奉行長谷川藤正（権六）に捕縛された6人の修道者がいると書かれている。また、同8年（1622年）にパブロ・ナガイシと聖ドミンゴ修道会のフライ・トマス・デ・スマルラガが捕縛されて、大村の王の命でフスタ (Justa) という村に設置されていた牢獄に収監されたとある（フランシスコ・カレロ編「聖ロサリオの組並びに聖ドミンゴ修道会の日本における勝利」大日本史料第一二編）。他にも、大村の獄舎にドミニコ会のパードレ（神父）のフライ・アロンゾ・デ・メナが1人のキリシタンの裏切りで、その宿主のジョアン吉田ショーウンらとともに送還されたと記録されている（レオン・パジェス『日本切支丹宗門史』）。
元和5年（1619年）8月、これまで使用していた牢が手狭になったため、長崎奉行長谷川藤正の命で牢が新築された。元和4年（1618年）に長崎で捕えられ、投獄されたカルロ・スピノラ神父が牢内からローマのイエズス会総会長に送付した1620年2月18日付書翰によると「長崎奉行が江戸から帰って来て、同じ場所に日本式の新しい牢をつくる命令を出した」とあり、収容されていた者達は8月7日に新牢に移された。それまでの牢は、「藁葺きの古い家で垣の内は自由に歩くことができ、三方が海に囲まれた丘の上にあり」というもので、風に吹かれて倒れそうなものであったが、新牢については「その牢は今まで見ていたのよりさらに悪いと聞いていた」とあり、更に悪い環境に置かれたことが記されている。
スピノラ神父が描き残した牢の見取り図によると、四角柱10本からなる間口3.52メートル、奥行き5.28メートルの鳥籠のような獄舎で、藁葺きの屋根はあるが、通風をよくするため空間を多く取っており、寒気が厳しかった。その周囲には二重の囲いが廻らされ、第2の囲いには忍び返しが付けられていた。錠前のついた囲いには2個の鉄格子からなる入り口があり、その入り口の両脇には座敷横目（牢役人）の詰所と、彼らや囚人のための厨房がある。さらにこれを取り囲んで大きな囲いがあり、北側には監視役人のための番屋があった。スピノラ神父はここに3年9ヶ月拘禁された。ここには宣教師だけでなくキリシタンも含めて32人が押し込められて、長谷川藤正による刑の執行を待っていた（ダニエル・バルトリ『日本イエズス会史』）。その生活は飢渇と凌辱と苦痛に満ちたものであったという。筵1、2枚の1室に20人余が収監され、同室内に厠が置かれた。食事は1椀の玄き米飯と焼鰯で、時に大根の葉の汁が添えられたという（1624年マドリード刊「1622年日本で行われた大殉教の報告」など）。しかし、そのような迫害時代にも、この牢では毎日ミサが行なわれたという。
元和8年（1622年）の元和の大殉教の際には、スピノラ神父以下、囚人達は長崎まで馬の背に繋がれて連行された（『アウグスチノ会代理菅区長グティエレス報告書』天理図書館内蔵稿本）。
元和の大殉教後まもなく、フランシスコ会のルイス・ソテロと笹田ルイスの両神父が密入国して捕われた。幕府は伊達政宗の遣使の1人であったソテロの処遇に苦慮し、彼のために特別牢の築造を大村氏に命じた。特別牢は大村氏の監視が十分に行き届くよう城下に造り、そこにソテロを収監した。『大村郷村記』によれば、寛永年間に、袋小路にあった牢屋を「鈴田宮崎」に移したという。後にソテロに同行していた笹田ルイスと同宿の馬場ルイスも長崎からここに移された。これ以降に捕われた宣教師達もこの牢に拘禁されたため、空になった鈴田牢は使用されなくなった。